# Nicole Dekein
Nicole Dekein (* 13. Oktober 1966) ist eine deutsche Tischtennisspielerin. Sie nahm an der Weltmeisterschaft 1987 teil.

## Jugend
Dekein begann zusammen mit ihrer Schwester Brigitte ihre Karriere beim Verein Siegener SC. In der Saison 1981/82 spielten beide beim TTC Bärbroich und wechselten dann zu TuS Jahn Soest, deren Damenmannschaft damals in der 2. Bundesliga spielte.
In dieser Zeit erzielte Nicole Dekein mehrere Erfolge im Jugendbereich. So wurde sie 1980/81 Vizemeisterin bei den deutschen Schülermeisterschaften. 1982/83 wurde sie westdeutsche Meisterin der Mädchen im Einzel und im Mixed mit Peter Hufeisen. Ein Jahr später verteidigte sie diesen Titel im Einzel. 1983/84 erreichte sie bei den deutschen Jugendmeisterschaften im Doppel mit Katja Nolten das Endspiel. In der gleichen Saison wurde sie Zweite im Bundesranglistenturnier TOP12-Jugend.

## Erwachsene
Bei den Westdeutschen Meisterschaften holte Nicole Dekein 1984/85 den Titel im Einzel und im Doppel mit ihrer Schwester Brigitte. Das gleiche Doppel wurde 1985/86 erneut Meister.
1987 wurde sie als Ersatz für die erkrankte Olga Nemes für die Weltmeisterschaft in Neu-Delhi nominiert. Hier erreichte sie im Einzel nach einem Freilos und einem Sieg über Katalina Iwanowa (Bulgarien) die 3. Runde, wo sie der Japanerin Kiyomi Ishida unterlag. Das Doppel mit Katja Nolten überstand zwei Runden gegen Elisabeth Robb/Janet Smith (Schottland) und Jose Bakker/Bettine Vriesekoop (Niederlande) um dann gegen die Japanerinnen Mika Hoshino/Miki Kitsukawa zu verlieren. Mit der deutschen Damenmannschaft kam sie auf Platz 14.
1987 wechselte Dekein von TuS Jahn Soest zum Erstbundesligisten VSC 1862 Donauwörth. Ein Jahr später erklärte sie aus beruflichen Gründen ihren Rücktritt aus der Nationalmannschaft. 1989 verließ sie den VSC 1862 Donauwörth.

## Privat
Die Vorfahren der Familie Dekein stammen aus Belgien. Nicole Dekein hat zwei ältere Schwestern namens Sonja und Brigitte. Heute hat Dekein zwei Söhne unter anderem Nico Werner.

## Turnierergebnisse
| Verband | Veranstaltung     | Jahr | Ort       | Land | Einzel    | Doppel    | Mixed        | Team |
| ------- | ----------------- | ---- | --------- | ---- | --------- | --------- | ------------ | ---- |
| FRG     | Weltmeisterschaft | 1987 | New Delhi | IND  | letzte 32 | letzte 16 | keine Teiln. | 14   |